# Arabski Ruch Azawadu

Flaga Arabskiego Ruchu Azawadu

Arabski Ruch Azawadu (arab. الحركة العربية الأزوادية, Al-Harakat al-Arabijja al-Azawadijja; fr. Mouvement arabe de l’Azawad, (MAA); wcześniej jako Narodowy Front Wyzwolenia Azawadu (FNLA)) – organizacja arabska powstała w kwietniu 2012, po proklamowaniu niepodległości Azawadu przez Narodowym Ruchem Wyzwolenia Azawadu (MNLA), po powstaniu Tuaregów.
Arabski Ruch Azawadu składa się z arabskich bojowników. Uznawany jest za świecką, nieterrorystyczną organizację, zabiegająca o obronę interesów ludów arabskich w północnym Mali. Opowiadają się za autonomią dla Azawadu, przeciwstawia się działalności MNLA oraz radykalnych islamistów z Ansar ad-Din i Al-Ka’idy Islamskiego Maghrebu (AQIM). Tym samym MAA nie akceptowała niezależności Azawadu ani narzuconego prawa szariatu.
W skład formacji wchodziło 500 bojowników. Ugrupowanie kierowane przez dezertera z armii malijskiej Husajna Choulama. FNLA początkowo miał trudności z uzyskaniem poparcia wśród arabskiej społeczności w północnym Mali. Liderzy ugrupowania zostali oskarżeni o trudzenie się przemytem narkotyków, wspieranie AQIM podczas bitwy o Timbuktu pod koniec czerwca 2012 i eskalowanie przemocy w regionie. MNLA oskarżało MAA o wspieranie Ruchu na Rzecz Jedności i Dżihadu w Afryce Zachodniej (MUJAO), lecz ci zaprzeczyli, gdyż twierdzili, iż walczyli przeciwko wpływom MUJAO i AQIM na terenie Azawadu.
W grudniu 2012 MAA twierdził, iż ma „bardzo dobre relacje” z Tuaregami MNLA pomimo „małych różnic” między tymi dwiema organizacjami. Jednak w 2013 pomiędzy nimi doszło do licznych potyczek. 23 lutego 2013 MAA pod dowództwem Boubacara Taliba zaatakował pozycje MLNA i Islamskiego Ruchu Azawadu (MIA) w miejscowości Al-Chalil, w pobliżu Tessalit, gdyż oskarżali tuareskich rebeliantów o grabieże i gwałty na kobietach. Arabski Ruch Azawadu na kilka godzin przejął kontrolę nad miejscowości, lecz nazajutrz, kontratak w wykonaniu Tuaregów i francuskiego lotnictwa, które prowadziło w tym czasie w północnym Mali operację antyterrorystyczną, doprowadził do odwrotu MAA.
W dniach 5-6 kwietnia 2013 MAA uczestniczyło w konferencji w mauretańskim Nawakszut, która zgromadziła przywódców różnych ugrupowań arabskich w Azawadu. Zjazd zakończył się utworzeniem nowej organizacji – Konwergencji Arabskich Ruchów i Stowarzyszeń na Rzecz Jedności i Rozwoju Azawadu, która miały za zadanie reprezentowanie interesów wszystkich społeczności arabskich w regionie. Lider Arabskiego Ruchu Azawadu został powołany na członka zarządu Konwergencji.
21 kwietnia 2013 Arabski Ruch Azawadu rozpoczął okupację miasta Ber, 50 km na północny wschód od Timbuktu. Arabska milicja była oskarżana o grabieże sklepów i domostw. MAA zaprzeczył odpowiedzialności za wydarzenia. Liderzy ugrupowania twierdzili, że za tymi czynami stali pospolici złodzieje. W dniach 17-18 maja 2013, doszło do potyczki MAA z MNLA w mieście Anefis. MAA ponownie przegrało ze względu na interwencję francuską.
Po dziesięciu dniach rokowań w Wagadugu, 18 czerwca 2013 osiągnięto układ pokojowy między władzami malijskimi a tuareskimi partyzantami. Porozumienie, której stronami były Narodowym Ruchem Wyzwolenia Azawadu (MNLA), Wysoką Radą na Rzecz Jedności Azawadu (HCUA) i Arabskim Ruchem Azawadu (MAA) oraz rząd w Bamako, zakładał restauracje malijskiej administracji w miastach kontrolowanych przez Tuaregów, wprowadzenie do nich armii na czas wyborów i rozbrojenie bojówek tuareskich. 4 listopada 2013 trzy powyższe ugrupowania zdecydowały się zjednoczyć w myśl procesu pokojowego w północnym Mali.

Flaga separatystycznego ugrupowania rozłamowców z MAA – Ludowy Ruch na rzecz Zbawienia Azawadu

17 maja 2014 wspólne siły MNLA, HCUA i MAA dokonały szturmu na Kidal. Dzień później, rzecznik ugrupowania Ahmad Uld Sidi Muhammad, zaprzeczył jakoby frakcja prorządowa wzięła udział w bitwie. Był to początek rozłamu w szeregach Arabskiego Ruchu Azawadu, gdyż separatystyczna frakcja pod kierownictwem Brahim Ulda Sidiego wzięła udział w walkach. Frakcja lojalistów Muhammada, dążyła do zemsty na MNLA za porażkę w Al Chalil w lutym 2013, przypominając Tuaregom zbrodnie jakich się tam dopuścili. Z kolei separatyści pod wodzą Sidiego brali udział w walkach przeciwko prorządowym paramilitarnym ugrupowaniu Koordynacyjnego Ruchu i Frontu Oporu Patriotycznego (CM-FPR) oraz lojalistów MAA w lipcu 2014 w Anefis i Tabankort. Ostatecznie rozłamowcy MAA, pod wodzą Sidiego utworzyli 30 sierpnia 2014 separatystyczny Ludowy Ruch na rzecz Zbawienia Azawadu (MPSA).